# Association nationale des supporters
 (mars 2023).
Pour les articles homonymes, voir ANS.
L'Association Nationale des Supporters (ANS), créée en septembre 2014 par plusieurs groupes de supporters français, est une association loi de 1901 ayant pour objectifs principaux de fédérer l'ensemble des associations françaises de supporters de football et d'agir contre les mesures répressives touchant les supporters. Officiellement agréée en 2017, elle promeut le dialogue entre les parties prenantes du football français et condamne en toutes circonstances la violence.

## Historique

### Création
En avril 2014, les « Assises du supportérisme en France » organisées au Sénat font le constat d'un manque de dialogue entre les différents acteurs du football français, à savoir les joueurs, la direction des clubs de football, les pouvoirs publics, préfets, ministres et les différentes associations locales de supporters de football français entre elles. En septembre, une vingtaine d'associations de supporters se réunissent à Orléans afin d'aboutir à la création d'une structure organisée : l'Association nationale des supporters (ANS),. Cette structure doit permettre aux associations de se rassembler sur des travaux et un discours communs afin d'augmenter leur crédibilité et leur audience auprès des autorités publiques,. L'association, officiellement créée le 6 octobre 2014 dans le Pas-de-Calais, reprend ces différents objectifs dans ses statuts,.

### Reconnaissance ministérielle
Par ailleurs, par arrêté ministériel du 7 mars 2017, l'ANS a été nommée membre de l'Instance Nationale du Supportérisme (INS) attachée au ministère des sports,.
L'association a également pour but de réunir les membres, originaires de diverses régions françaises et ayant divers points de vue sur les sujets en objet, afin d'en débattre, de discuter, et de proposer d'une voix des mesures d'améliorations auprès des autorités compétentes telles que la LFP, le Ministre des sports ou de l'Intérieur. Le dialogue est alors au cœur des objectifs de l'association.

## Travaux et actions

### Publications
L'ANS met à disposition sur son site Internet des livrets relatifs à l'utilisation des engins pyrotechniques dans les stades,.
À partir de 2017, l'association commence à publier des communiqués publics, adressés aux instances, lorsque les travaux menés n'aboutissent pas.

### Actions contre le fichage des supporters
Dans le cadre de la défense des droits des supporters, l'ANS saisit le Conseil d'Etat à deux reprises contre des textes réglementant le fichage des supporters. Par décision du 21 septembre 2015, le Conseil d'Etat donne raison à l'ANS et annule l'arrêté du 15 avril 2015 du ministre de l'intérieur qui autorisait un traitement automatisé de données à caractère personnel, le fichier STADE, en ce qu'il autorisait notamment la transmission de tout ou partie des données et informations enregistrées dans le fichier STADE aux associations et sociétés sportives, ainsi qu'aux fédérations sportives agréées.
A l'initiative du député Guillaume Larrivé, le 10 mai 2016, une loi qui suggère l'extension des modalités de fichage des supporteurs est adoptée, et qui vise à renforcer le dialogue avec les supporters et la lutte contre le hooliganisme. Cette loi consacre l'interdiction commerciale de stade, que peuvent prononcer les clubs contre les personnes qui ont contrevenu ou contreviennent aux dispositions des conditions générales de vente ou du règlement intérieur relatives à la sécurité de ces manifestations.
L'ANS dépose devant le Conseil d'Etat une Question prioritaire de constitutionnalité afin d'apprécier l'étendue des données personnelles que les clubs de football sont fondés à collecter et conserver sur leurs supporters. Le 31 mars 2017, le Conseil d'Etat juge que cette requête présentait un caractère sérieux et l'a transmise au Conseil constitutionnel. Le 16 juin 2017, le Conseil constitutionnel estime que la loi du 10 mai 2016 n'est pas contraire, dans son principe, à la Constitution.

### Actions contre la répression
L'Association nationale des supporters se montre à plusieurs reprises critique envers les sanctions de la Ligue de football professionnel pour l'usage d'engins pyrotechniques dans les stades et la limitation des déplacements des supporters,,. En janvier 2017, elle lance également une bataille judiciaire contre l'autorisation donnée aux clubs de prononcer des interdictions de stade en dehors de toute décision judiciaire ou administrative. L'ANS ne demande pas l'impunité, mais que les sanctions soient individuelles et ne pénalisent que les supporters qui adoptent des comportements inappropriés.
Le 16 octobre 2018, l'association lance un appel général à l'ensemble de ses membres pour suspendre toute activité sonore dans les stades de football à l'occasion de deux journées sportives,. Cette grève a pour objet de dénoncer l'absence de dialogue entre les parties du football, le recours massif aux sanctions collectives envers les supporters et les conditions d'accueil des supporters adverses lors des rencontres sportives de football. Elle est suivie notamment par les supporters de Strasbourg, Amiens, Nantes, Caen, Bordeaux — bien que non membre —, Paris, Rennes, Lens, Reims, Angers ou encore Toulouse,,,.

### Travaux pour le retour des tribunes debout
En novembre 2016, l'Association nationale des supporters publie un livret intitulé « Tribune debout : en France aussi, ce doit être possible ». En janvier 2018, cette revendication de longue date de l'ANS est reprise par trente députés dans un courrier adressé à la ministre des Sports.
Le 12 juillet 2018, à la suite des travaux de l'ANS et les rencontres et débats avec la Ligue de Football Professionnel, la Division nationale de lutte contre le hooliganisme et Ministre des sports, il est institué pour la première fois lors de la saison 2018-2019 des tribunes debout à l'essai à l'AS Saint-Etienne, l'Amiens SC, le FC Sochaux-Montbéliard et le RC Lens qui sont les quatre premiers clubs volontaires admis pour expérimenter ces tribunes,,.

## Membres
Les membres de l'Association nationale des supporters sont eux-mêmes des associations officielles déclarées en Préfecture, et non pas des personnes physiques et ne se limite pas aux associations de supporters se revendiquant ultras et pas uniquement à celles soutenant un club professionnel. L'acceptation dans l'ANS est conditionnée à l'adhésion à une charte de valeurs, notamment concernant la condamnation sans ambiguïté toute forme de violence ou de comportement discriminatoire.
|  | Nom de l'association             | Club soutenu         |                       | Nom de l'association     | Club soutenu |
|  | Activ Nantes                     | FC Nantes            | Lingon's Boys         | Dijon FCO                |              |
|  | AD2S                             | AS Saint-Étienne     | Magic Fans            | AS Saint-Étienne         |              |
|  | ADDISP                           | Paris SG             | Magic Troyes          | ESTAC                    |              |
|  | ADIST                            | Toulouse FC          | Malherbe Normandy Kop | SM Caen                  |              |
|  | Barbarians Havrais               | Le Havre AC          | MB IDF                | FC Girondins de Bordeaux |              |
|  | Block Parisii                    | Paris SG             | Merlus Ultras         | FC Lorient               |              |
|  | Brigade Loire                    | FC Nantes            | Nemetum Ultras        | Clermont Foot 63         |              |
|  | Brigade Ultra                    | FC Mulhouse          | North Devils          | RC Lens                  |              |
|  | Celtic Ultras                    | Stade Brestois       | North Gate Bordeaux   | FC Girondins de Bordeaux |              |
|  | Ch'tis Canaris                   | FC Nantes            | Populaire Sud Nice    | OGC Nice                 |              |
|  | Collectif Isarien                | AS Beauvais Oise     | Red Kaos              | Grenoble Foot 38         |              |
|  | Collectif Ultras Paris           | Paris SG             | Red Star Fans         | Red Star FC              |              |
|  | DK 12                            | USL Dunkerque        | Red Tigers            | RC Lens                  |              |
|  | Dogues Virage Est                | Lille OSC            | Roazhon Celtic Kop    | Stade Rennais FC         |              |
|  | Drouguis                         | US Orléans           | Saturday FC           | AS Nancy-Lorraine        |              |
|  |                                  |                      | Socios Bastia         | SC Bastia                |              |
|  | Football Supporter Europe        |                      | STUP Pau              | Pau FC                   |              |
|  | Fédération des Supporters du RCS | RC Strasbourg Alsace | Tribune Nord Amiens   | Amiens SC                |              |
|  | Gladiators Nîmes                 | Nimes Olympique      | Tribune Nord Sochaux  | FC Sochaux-Montbéliard   |              |
|  | Green Angels                     | AS Saint-Étienne     | Ultra Boys 90         | RC Strasbourg Alsace     |              |
|  | Gruppa Metz                      | FC Metz              | Ultramarines          | FC Girondins de Bordeaux |              |
|  | Horda Frenetik                   | FC Metz              | Ultras Auxerre        | AJ Auxerre               |              |
|  | Indians Tolosa                   | Toulouse FC          | Ultras Brestois       | Stade Brestois 29        |              |
|  | IS 98                            | AS Saint-Étienne     | Urban Devils          | US Créteil               |              |
|  | Kop Banlieue                     | US Créteil           | Ultras Monaco         | AS Monaco                |              |
|  | Kop Ciel et Blanc                | RC Strasbourg Alsace | Ultras Roisters       | Valenciennes FC          |              |
|  | Kop De La Butte                  | Angers SCO           | Ultrem                | Stade de Reims           |              |
|  | Kop Rouge                        | EA Guingamp          | Ultras Lutetia        | Paris FC                 |              |